# Dorfkirche Zettemin

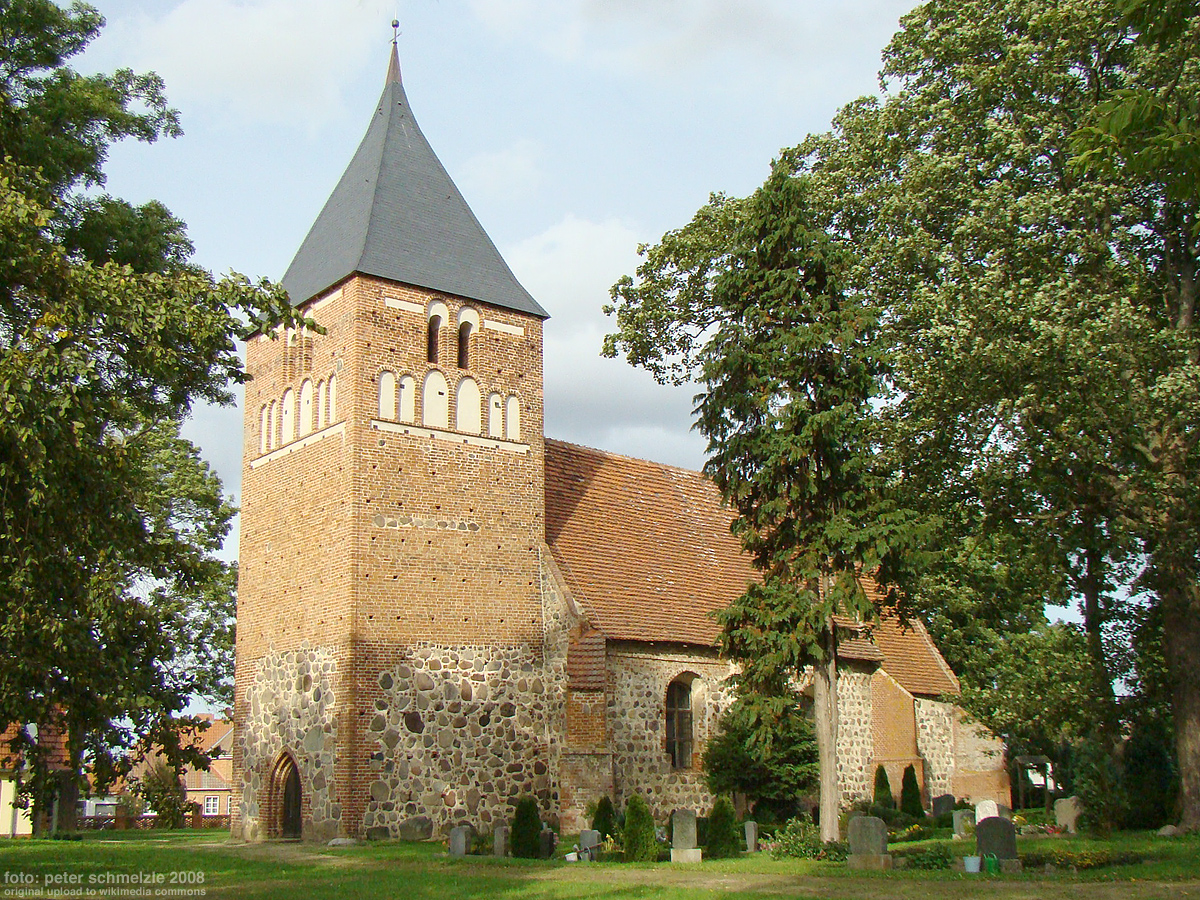
Dorfkirche Zettemin

Die evangelische Dorfkirche Zettemin ist eine frühgotische Feldsteinkirche in der Gemeinde Zettemin im Landkreis Mecklenburgische Seenplatte in Mecklenburg-Vorpommern. Sie gehört zur Kirchengemeinde Rittermannshagen/Groß Gievitz in der Propstei Rostock im Kirchenkreis Rostock der Evangelisch-Lutherischen Kirche in Norddeutschland (Nordkirche).

## Geschichte
Der pommersche Herzog Barnim I. schenkte das Dorf Zettemin 1269 dem Kloster Dargun. 1327 wurde ein Pleban Thymmo in Zettemin urkundlich erwähnt. Nach der Einführung der Reformation in Mecklenburg und Pommern wurde das Kloster Dargun säkularisiert. Der Herzog von Mecklenburg-Schwerin übernahm das Patronatsrecht, während das Dorf Zettemin zum pommerschen Lehensbesitz der Familie Maltzahn (Moltzan) gehörte. Zur Kirche in Zettemin waren die Dörfer Rottmannshagen und Rützenfelde eingepfarrt. Nach dem Dreißigjährigen Krieg wurde die zuvor selbständige, im Krieg verwüstete Pfarre Duckow mit dem Filial Gielow an die Zetteminer Kirche angeschlossen. 1740 kam Zettemin unter preußische Landeshoheit und das Kirchenpatronat an die Familie Maltzahn. Der vom mecklenburgischen Herzog berufene Pastor Samuel Wilcke trat zur pommerschen Landeskirche über. Zettemin gehörte zur Synode Demmin der Kirchenprovinz Pommern.  Nachdem Zettemin 1937 in den mecklenburgischen Landkreis Malchin eingegliedert wurde, kam die Kirche zur Mecklenburgischen Landeskirche.

## Architektur
Die Dorfkirche Zettemin ist ein archaischer, zweijochiger Feldsteinbau mit eingezogenem, rechteckig schließendem Chor; die Giebel und die Formsteine sind in Backstein ausgeführt. Im Unterschied zu vielen anderen Dorfkirchen ist hier das Schiff der älteste Teil, vermutlich vom Ende des 13. Jahrhunderts. Der Chor stammt aus der ersten Hälfte des 14. Jahrhunderts. Der mächtige, im Grundriss quadratische Westturm, der im oberen Teil in Backstein erbaut ist, wurde im 15. Jahrhundert errichtet, besitzt ein Glockengeschoss mit Blenden und rundbogigen Schallöffnungen und schließt mit einem Pyramidendach. Der Chor besitzt auf der Ostseite eine Gruppe aus drei Lanzettfenstern, die der Bauzeit des Chores zugerechnet wird, während der darüber aufsteigende Blendengiebel in Backstein jünger ist. Die schweren Strebepfeiler sind ebenfalls nachträglich angefügt. Vermutlich sind auch die seitlichen Fenster des Chores und des Schiffs nachträglich erweitert worden.
Im Innern besitzt der Chor ein hochgebustes Kreuzgewölbe; das Schiff ist ein zweijochiger Saalbau mit Kreuzrippengewölben, spitzbogigen Gurt- und Triumphbögen. Es wird durch je ein spitzbogiges Portal auf der Nord- und der Südseite erschlossen; das nördliche besitzt fünf eingelegte Rundstäbe, das südliche ist vermauert. Nördlich schließt sich die Sakristei an, die ebenfalls der Spätgotik zugerechnet wird.

## Ausstattung
Das älteste Teil der Ausstattung ist ein mittelalterlicher Taufstein aus Granit aus dem 14. Jahrhundert. Weitere wesentliche Teile der Ausstattung wurden im 19. Jahrhundert geschaffen. Das Altarbild Christus segnet die Kinder von 1844 ist eine Kopie nach Friedrich Overbeck.
Von der liturgischen Ausstattung sind ein silbervergoldeter Abendmahlskelch aus dem 18. Jahrhundert und ein Kelch aus Zinn um 1800 sowie eine Abendmahlskanne aus dem 19. Jahrhundert zu erwähnen. Ein Leuchterpaar aus Zinn wurde 1811 gefertigt.
Schließlich sind ein gemaltes Epitaph des K. von Oertzen aus dem Jahr 1692 und das Gemälde eines venezianischen Dogen zu erwähnen.

## Orgel
Die Orgel zeigt einen spätbarocken Prospekt in Weiß mit vergoldeten Verzierungen und ist ein Werk von Matthias Friese aus dem Jahr 1780. Sie besitzt 23 Register auf zwei Manualen und Pedal. 1869 führte J. Gryszkiewitz aus Stettin eine Reparatur aus und änderte die Disposition. Die Orgel wurde von 1996 bis 1998 durch die Orgelwerkstatt Wegscheider restauriert.
Die Disposition lautet:
| I Hauptwerk CD–c3 |    |      |
| Gedackt           | 8′ | 1998 |
| Viola di Gamba    | 8′ |      |
| Quintaden         | 8′ |      |
| Principal         | 4′ | 1998 |
| Flöte             | 4′ | 1998 |
| Quinte            | 3′ |      |
| Octave            | 2′ |      |
| Mixtur III        |    |      |
| Trompete (ab g°)  | 8′ | 1998 |

| II Brustwerk CD–c3 |       |      |
| Gedackt            | 8′    | 1998 |
| Gemshorn           | 4′    |      |
| Nachthorn          | 4′    |      |
| Principal          | 2′    | 1998 |
| Quinte             | 1 ⁄2′ | 1998 |
| Sesquialter III    |       |      |
| Vox humana (ab g°) | 8′    | 1998 |

| Pedal CD–c1 |     |      |
| Sub Baß     | 16′ |      |
| Principal   | 8′  | 1998 |
| Bordun      | 8′  |      |
| Octave      | 4′  |      |
| Octave      | 2′  |      |
| Waldflöte   | 1′  |      |
| Posaune     | 16′ |      |

- Koppeln: Manualkoppel – 1869
- Nebenregister und Spielhilfen: Tremulant, Calcant

## Geistliche
- Daniel Joachim Köppen (* 1736 in Lübeck; † 1807 in Zettemin), von 1767 bis zu seinem Tod Pastor in Zettemin, Autor und Schulreformer